# Highland Park (Florida)
Highland Park è una città della Contea di Polk, in Florida, negli USA. La popolazione censita nel 2000 era di 244 abitanti. È un sobborgo città Lakeland.